# Top Dog (película)
Top Dog ,es una película de acción y comedia de 1995,dirigida por Aaron Norris y protagonizada por Chuck Norris.

## Argumento
Jake Wilder es uno de los más duros policías de San Diego, un decidido y heroico agente al que le gusta trabajar y no tiene reparos en quebrantar la ley si es para hacer justicia. Pero al investigar la muerte de un compañero policía, Wilder tiene problemas y a pesar de sus esfuerzos se muestra incapaz de resolver el caso por sí mismo.Lluert

## Reparto
- Chuck Norris es Jake Wilder.
- Michele Lamar Richards es Savannah Boyette.
- Erik von Detten es Matthew Swanson.
- Carmine Caridi es Sgt. Lou Swanson.
- Clyde Kusatsu es Capt. Callahan
- Kai Wulff es Otto Dietrich.
- Peter Savard Moore es Karl Koller.
- Timothy Bottoms es Nelson Houseman.
- Francesco Quinn es Mark Curtains.
- Herta Ware es Madre de Jake.
- John Kerry es Cmdr. West
- Hank Baumert es Oficial de Policía de Fronteras.
- Linda Castro es Paramedica.
- John Sistrunk es Conductor.
- Bob Bastanchury es Pasajero.